# فرودگاه اوئاندا دیالی
 فرودگاه اوئاندا دیالی (به انگلیسی: Ouanda Djallé Airport) یک فرودگاه همگانی با کد یاتا ODJ است که یک باند فرود خاک رس دارد و طول باند آن ۱۴۰۰ متر است. این فرودگاه در کشور جمهوری آفریقای مرکزی قرار دارد و در ارتفاع ۶۰۵ متری از سطح دریا واقع شده است.